# Avenida Udaondo
La avenida Guillermo Udaondo es una arteria vial de la Ciudad de Buenos Aires, Argentina.
Ex avenida Río de la Plata inaugurada en 1936 conjuntamente asfaltada con la avenida Centenario (hoy Figueroa Alcorta), Lidoro Quinteros (la del boulevard del Barrio Parque Gral. Belgrano) y la avenida Blandengues (hoy Libertador Gral. San Martín).

## Características
La avenida transcurre en dirección sudoeste-noreste.
Tiene aproximadamente 500 m de longitud, y no por eso menos importante. Es un vital eje vial que conecta las concurridas avenidas de Del Libertador, Figueroa Alcorta, Intendente Cantilo y Leopoldo Lugones.
A lo largo de su recorrido, sirve de límite en los barrios de Núñez al norte y Belgrano hacia el sur.

## Recorrido
La avenida nace a partir de la Avenida del Libertador.
Con sentido hacia el Río de la Plata, corre por el sector norte del Barrio Pque. Gral. Belgrano
y el lateral sur del Tiro Federal Argentino.
Al cruzar la Avenida Figueroa Alcorta se encuentra el Estadio Monumental Antonio Vespucio Liberti, localía del Club Atlético River Plate y lugar donde habitualmente se juegan los partidos disputados por la selección nacional.
Termina al cruzar las avenidas Leopoldo Lugones e Intendente Cantilo y las vías del Ferrocarril Belgrano Norte sobre el Puente Ángel Labruna en inmediaciones de la Ciudad Universitaria.

## Toponimia
Recibe el nombre de Guillermo Udaondo, quien fuera gobernador de la Provincia de Buenos Aires en las últimas décadas del siglo XIX.
- Datos: Q5714131